# Intel Turbo Mode
Intel Turbo Mode, è una tecnologia annunciata per la prima volta da Intel nei primi mesi del 2007 sotto il nome di Intel Dynamic Acceleration (IDA), e sviluppata allo scopo di aumentare le prestazioni dei microprocessori dual core (e successivamente multi core) quando utilizzati da applicazioni non specificatamente ottimizzate per il calcolo parallelo.
È stata implementata per la prima volta nei processori Core 2 Duo Merom destinati all'impiego nelle piattaforme Centrino Duo e Centrino Pro Santa Rosa, arrivata sul mercato il 5 aprile 2007, ma successivamente ha trovato posto anche nel successore di Merom, Penryn, alla base delle piattaforme Centrino 2 e Centrino 2 vPro Montevina, successive proprio a Santa Rosa. Dalla fine del 2008 inoltre, verrà integrata in tutti i processori basati sulla futura architettura Nehalem, successiva alla Intel Core Microarchitecture dei Core 2 Duo, e il cui primo esponente sarà Bloomfield.

## Principi di funzionamento
Lo scopo di questa tecnologia è quello di operare un certo overclock automatico del processore nei casi in cui uno dei core risulti sottoutilizzato.
È da premettere che le tradizionali tecnologie di risparmio energetico, come SpeedStep, intervengono nei casi in cui tutto il processore risulta sottoutilizzato provvedendo ad abbassare il clock dell'intera CPU e di conseguenza, in un caso come quello descritto, tale tecnologia non potrebbe entrare in azione. Più precisamente, questo è il funzionamento della tecnologia SpeedStep fino alla versione integrata nell'architettura "Core", che non era in grado di variare il clock di ogni singolo core in maniera indipendente; dall'architettura Nehalem in poi, essa verrà abbinata ad un'altra tecnologia di nuova concezione, conosciuta come Power Gate, il cui scopo è quello di ridurre al minimo il consumo della CPU arrivando addirittura allo spegnimento dei core inutilizzati.
Turbo Mode invece si affianca a Power Gate ma si tratta di una tecnologia assolutamente duale: se un'applicazione non è stata progettata per sfruttare adeguatamente tutti i core presenti nel processore, si avrebbe una situazione in cui un core risulterebbe a pieno carico, mentre gli altri rimarrebbero pressoché inutilizzati. È chiaro che tale funzionamento sarebbe altamente inefficiente dal punto di vista delle prestazioni; grazie alla tecnologia Turbo Mode, quando il sistema rileva una situazione come quella sopra descritta, opera un leggero overclock del processore in modo che il core saturo funzioni a clock maggiore offrendo di conseguenza migliori prestazioni. Questo aumento di clock farebbe normalmente aumentare il consumo del processore che però, data la contemporanea inattività dei core restanti (grazie alla tecnologia Power Gate) rimarrebbe comunque all'interno delle specifiche previste in fase di progetto.

### Turbo Mode: non solo obiettivi tecnologici, anche commerciali
Intel ha sviluppato questa tecnologia anche per scopi commerciali. Data l'attuale scarsità di applicazioni ottimizzate per l'uso dei processori a 4 core, spesso gli utenti ripiegano su soluzioni dual core dal clock superiore e che, a parità di prezzo, al momento consentono prestazioni superiori. Dato che il futuro tende ad un sempre maggiore numero di core presenti nei processori, appare chiaro come Intel abbia dovuto escogitare un metodo per spingere gli utenti verso le soluzioni a 4 core; secondo Intel, mediante la tecnologia Turbo Mode è possibile ottenere un incremento prestazionale sia in applicazioni single-thread (cioè sviluppate senza sfruttare il parallelismo del processore) che multi-thread (cioè ottimizzate per l'utilizzo su sistemi multi core e/o multiprocessore) per le quali si faccia ampio utilizzo di codice seriale. L'obiettivo dichiarato è quello di offrire grazie ai processori a 4 core le stesse prestazioni offerte da un processore dual core ma dal clock più elevato, portando di conseguenza gli utenti a preferire i processori più evoluti.

## Varianti di Turbo Mode?
Inizialmente Intel aveva progettato tale tecnologia solo per l'impiego in sistemi portatili, riservandosi la possibilità di estenderne il supporto anche ai processori desktop qualora risultasse utile anche in questo ambito.
In realtà la tecnologia Turbo Mode assomiglia, per certi versi, ad un'altra tecnologia sviluppata da Intel negli ultimi anni, sebbene poi quest'ultima non sia stata ancora attivata all'interno di nessun processore. Si tratta della tecnologia Foxton che avrebbe dovuto fare il suo debutto nella CPU Itanium 2 Montecito, consentendo un aumento dinamico della frequenza di lavoro del processore di 200 MHz qualora il "thermal envelope", cioè l'abbinamento tra watt dissipati e temperatura di funzionamento del processore, sia ancora all'interno dei limiti fissati di default da Intel. È chiaro come, almeno nell'idea iniziale, come le due tecnologie si somiglino molto e questo lascia aperta l'ipotesi che Turbo Mode sia proprio un derivato della tecnologia Foxton, o almeno una variante adattata all'architettura x86.

## Turbo Mode per tutti i settori di mercato
Come anticipato sopra, la futura architettura Nehalem prevede la presenza della tecnologia Turbo Mode in tutti i futuri processori, attesi a partire dalla fine del 2008, per tutti i settori di mercato.